# Robert Massard
Robert Massard (Pau, 15 agosto 1925) è un baritono francese.

## Biografia

### Carriera
Ha studiato al conservatorio di Parigi, debuttando nel 1952 come Grande Sacerdote in Samson et Dalila; in ottobre dello stesso anno è Veilleur in Les Maîtres chanteurs de Nuremberg (Die Meistersinger von Nürnberg diretto da Georges Sébastian con Rita Gorr e Raoul Jobin e in dicembre Arlequin ne L'Aiglon di Arthur Honegger, diretto da André Cluytens al Palais Garnier di Parigi. Sempre a Parigi, nel 1953 è Mercutio in Romeo e Giulietta. Nel 1954, è Abdalah in Oberon dove viene diretto da Cluytens; Valentin in Faust. Cluytens lo dirige anche in Héraut in Lohengrin (dove sostiene il ruolo di Héraut) e ne Le Roi d'Ys, dove riveste i panni di Saint-Corentin. 
Nel corso della sua lunga carriera che va dal 1952 al 1984, ha cantato in quasi duemila recite, esibendosi pressoché esclusivamente in Francia, sia a Parigi (Opéra Garnier e Opéra Comique) sia in teatri di provincia.
Nella sua attività lirica e concertistica ha collaborato con alcuni dei più importanti cantanti e direttori dell'epoca in un repertorio molto ampio ed eterogeneo.
Apprezzato per la dizione perfetta e l'istrionismo interpretativo, ha al suo attivo una discografia considerevole, sia in studio sia dal vivo.
Dopo il ritiro è tornato a vivere nel suo paese natale con la moglie, partecipando come giurato a concorsi canori e a trasmissioni radiofoniche.

## Discografia
- Audran: La Mascotte - Grand Orchestre/Robert Benedetti/Lucien Baroux/Denise Cauchard/Bernard Alvi/Robert Destain/Robert Massard/Genevieve Moizan, Isis
- Berlioz: Benvenuto Cellini - Nicolai Gedda/Christiane Eda-Pierre/Jane Berbié/Roger Soyer/Robert Massard/Chorus of the Royal Opera House, Covent Garden/BBC Symphony Orchestra/Sir Colin Davis (direttore d'orchestra), 1972 Philips
- Bizet: Carmen - Maria Callas/Nicolai Gedda/Andrea Guiot/Robert Massard/Georges Prêtre, 1964 EMI
- Bizet: Le Docteur Miracle - Cristiane Eda-Pierre/Robert Massard/Remy Corazza, Opera d'Oro
- Bizet: Les pêcheurs de perles, extraits - Renée Doria/Alain Vanzo/Robert Massard/Jesus Etcheverry, 1962 BNF
- Fauré: Pénélope [1956] - Régine Crespin/Robert Massard/Christiane Gayraud/Madeleine Cagnard/Francoise Ogeas/Geneviève Macaux/Nicole Robin/French National Orchestra/Desiré Émile Inghelbrecht, Classical Moments
- Ganne: Les Saltimbanques - The Symphony Orchestra/Pierre Dervaux/Genevieve Moizan, Mastercorp
- Gluck: Iphigénie en Tauride - Patricia Neway/Léopold Simoneau/Pierre Mollet/Robert Massard/Orchestre de la Societe des Concerts du Conservatoire/Carlo Maria Giulini, Profil
- Gounod: Faust - Dame Joan Sutherland/Franco Corelli/London Symphony Orchestra/Nicolai Ghiaurov/Richard Bonynge, 1966 Decca
- Lehar: Paganini - Orchestre & Choeurs Pierre Dervaux/Pierre Dervaux/Robert Massard/Colette Riedinger, Isis